# Саймон Вінчестер
Са́ймон Ві́нчестер (англ. Simon Winchester, нар. 28 вересня 1944, Лондон) — англо-американський письменник і журналіст. На шпальтах щоденної британської газети «Ґардіан» (англ. The Guardian) він висвітлював численні важливі події у світі, включаючи криваву неділю та скандал «Вотергейт». Саймон Вінчестер автор більше десятка творів із наукової літератури, написав безліч статей про подорожі та експедиції у відомих журналах, таких як «Condé Nast Traveler», «Smithsonian» і «National Geographic».

## Життєпис
Саймон Вінчестер народився на півночі Лондона в родині Бернарда і Андре Вінчестерів. Середню освіту здобував у школах графства Дорсет. Після закінчення школи майже рік подорожував автостопом Канадою й Сполученими Штатами Америки. 1963 року втупив до коледжу Святої Катерини Оксфордського університету, щоб вивчати геологію. Активну участь брав у роботі Університетського дослідницького клубу й 1965 року, як член дослідної експедиції, здійснив подорож територією невідомої крижаної землі східної Гренландії.
Після закінчення коледжу 1966 року Саймон Вінчестер почав працювати геологом в Уганді від канадської гірничодобувної компанії Falconbridge Limited, шукаючи родовища міді в передгір'ях гір Рувензорі неподалік кордону з Конго.

## Кар'єра
В Уганді, Саймон Вінчестер натрапив на збірку «Коронація Евереста» (англ. Coronation Everest) Джеймса (Яна) Морріса — звіт про експедицію 1953 року, першому успішному сходженню на Еверест. Нестандартна розповідь надихнула Саймона Вінчестер стати письменником. Він відмовився від геології та влаштувався на роботу кореспондентом.
1969 року Саймон Вінчестер вже працював у газеті «Гардіан» міста Ньюкасл-апон-Тайн на північному сході Англії. Трохи згодом його направили до Белфаста, Північна Ірландія, де Саймон Вінчестер впродовж наступних трьох років був очевидцем Смути, включаючи події Кривавої Неділі й Кривавої П′ятниці.
Після від′їзду з Північної Ірландії 1972 року Саймон Вінчестер нетривалий час перебував у Калькутті, згодом його направили як головного кореспондента газети The Guardian до Вашингтона, федеральний округ Колумбії. Впродовж чотирьох років на шпальтах газети він висвітлює такі події, як справа «Вотерґейт», відставка президента Річарда Ніксона, вибори до Білого дому Джиммі Картера тощо. За цей період Саймон Вінчестер написав свою першу книгу In Holy Terror — звіт про перебування в Ірландії. Твір було надруковано 1975 року.
1976 року виходить друком його наступна книга American Heartbeat про події та подорожі Америкою.
1982 року Саймон Вінчестер влаштувався в газету The Sunday Times на посаду головного іноземного кореспондента й став свідком вторгнення на Фолклендські острови аргентинських збройних сил. Три місяці Саймон Вінчестер був заарештований в Ушуая, Вогняна Земля за підозрою у шпигунстві. Про цей період у житті він згодом опише в книзі «Щоденник в'язня» (англ. Prison Diary) 1983 року, а також у «Форпости: подорож до реліквій Британської імперії» (англ. Outposts: Journeys to the Surviving Relics of the British Empire) 1985 року.
1985 року Саймон Вінчестер стає позаштатним письменником і переїжджає до Гонконгу.
1986 року його було призначено редактором журналу Condé Nast Traveler у Азіатсько-Тихоокеанському регіоні. Впродовж наступних п'ятнадцяти років репортажі Саймона Вінчестера друкуються у різних туристичних виданнях, в тому числі у журналах Traveller, National Geographic і Smithsonian.
1998 року опублікована книга Саймона Вінчестера «Професор і божевільний», яка розповідає історію створення Оксфордського словника англійської мови та була визнана найкращою книгою New York Times.
2001 року вийшла друком книга «Карта, яка змінила світ», присвячена геологу Вільяму Сміту та стала другим найкращим твором Саймона Вінчестера за версією «Нью-Йорк Таймс».
2003 року опублікований твір «Розуміння всього», англ. The Meaning of Everything, який повертається до теми створення Оксфордського словника англійської мови, а також книга «Кракатау: день світового вибуху», англ. Krakatoa: The Day the World Exploded.
Саймон Вінчестер живе й працює в графстві Беркшир, штат Массачусетс.

## Фільмографія
Книга «Хірург з Кроуторна: казка про вбивство, божевілля та створення Оксфордського англійського словника» була адаптована під сценарій за яким був знятий фільм Геній і безумець (2019) з Мелом Гібсоном та Шоном Пенном у головних ролях.

## Переклади українською
- «Професор і безумець». — «Всесвіт», № 5-6, 7-8, 2019. Переклад Галини Грабовської

## Нагороди та відзнаки
Нагороджений:
- орденом Британської імперії королевою Єлизавети II, ранг «Офіцер» (OBE) за «послуги в галузі журналістики та літератури» — 2006
- медаллю Лоуренса Дж. Берпі з Королівського канадського географічного товариства — листопад, 2016

Почесний член коледжу Св. Катерини в Оксфорді — жовтень, 2009
Почесний диплом Далхоузівського університету — жовтень, 2010